# Hejking
Hejking (Heinkink, Hekling) herbu Heyking (ur. ?, zm. 26 sierpnia 1672 w Kamieńcu Podolskim) – major artylerii na żołdzie Rzeczypospolitej, szlachcic kurlandzki. 
Postać Hejkinga była pierwowzorem Ketlinga w powieści Pan Wołodyjowski Henryka Sienkiewicza.

## Życiorys
Dowodził artylerią zamkową i miejską w czasie obrony Kamieńca Podolskiego przed wojskami tureckimi w 1672 roku. Gdy po dwunastodniowej obronie twierdza poddała się, Hejking, nie chcąc doprowadzić do wydania zamku w ręce wroga, według niektórych relacji, podpalił 200 beczek prochu i spowodował wysadzenie Baszty Czarnej na Zamku Górnym, zabijając przy tym 800 ludzi. Wśród jego ofiar był także stolnik przemyski Jerzy Wołodyjowski.
Do dzisiaj niejasne są pobudki jego czynu. Współcześni tłumaczyli jego postępowanie poczuciem honoru i rozpaczą po kapitulacji. Biskup kamieniecki Wespazjan Lanckoroński sądził, że Hejking chciał w ten sposób zatrzeć ślady malwersacji w powierzonej mu zbrojowni. Nie można jednak wykluczyć, że wybuch spowodowała nieostrożność pijanych żołnierzy (była to jednak oficjalna wersja podana Turkom dla uśpienia ich podejrzliwości co do celowego złamania warunków kapitulacji). Nie jest też wykluczone przypadkowe zaprószenie prochu (według Cypriana Tomaszewicza).